# رود لوزا
رود لوزا رودی است که به Yug River می‌ریزد. این رود از کشور روسیه می‌گذرد و طول آن ۵۷۴ کیلومتر (۳۵۷ مایل) است.